# Ernest II de Brunswick-Lunebourg
Ernest II (31 décembre 1564 – 2 mars 1611) est duc de Brunswick-Lunebourg et prince de Lunebourg de 1592 à sa mort.
Fils aîné du duc Guillaume « le Jeune » et de Dorothée de Danemark, il devient duc à la mort de son père. Il meurt sans enfant, et son frère cadet Christian, administrateur du diocèse de Minden depuis 1599, lui succède.